# 瀬戸花まり
瀬戸花 まり（せとはな まり、12月28日 - ）は、元宝塚歌劇団宙組の娘役。
徳島県名西郡、徳島市立高等学校出身。身長163cm。愛称は「せとぅ」、「せっちゃん」。

## 来歴
2008年、宝塚音楽学校入学。
2010年、宝塚歌劇団に96期生として入団。入団時の成績は9番。月組公演「THE SCARLET PIMPERNEL」で初舞台。その後、宙組に配属。
2022年5月1日、「NEVER SAY GOODBYE」東京公演千秋楽をもって、宝塚歌劇団を退団。

## 人物
元星組トップスター・瀬戸内美八の姪にあたる。

## 宝塚歌劇団時代の主な舞台

### 初舞台
- 2010年4 - 5月、月組『THE SCARLET PIMPERNEL（スカーレット ピンパーネル）』（宝塚大劇場のみ）

### 宙組時代
- 2010年11 - 2011年1月、『誰がために鐘は鳴る』
- 2011年5 - 8月、『美しき生涯』『ルナロッサ』
- 2011年10 - 12月、『クラシコ・イタリアーノ』 - 新人公演：プルチネッラ（ナポリの道化）（本役：秋音光）『NICE GUY!!』
- 2012年1 - 2月、『ロバート・キャパ 魂の記録』（バウホール・日本青年館） - パリの女
- 2012年4 - 7月、『華やかなりし日々』 - 新人公演：ヘディ・ミラー（本役：鈴奈沙也）『クライマックス』[2]
- 2012年8 - 11月、『銀河英雄伝説@TAKARAZUKA』 - 新人公演：フレデリカ・グリーンヒル（本役：すみれ乃麗）
- 2013年1月、『銀河英雄伝説@TAKARAZUKA』（博多座） - フレデリカ・グリーンヒル
- 2013年3 - 6月、『モンテ・クリスト伯』 - 新人公演：ジェニファー（本役：伶美うらら）『Amour de 99!!-99年の愛-』
- 2013年7 - 8月、『うたかたの恋』 - カローラ／ヨハンナ『Amour de 99!!-99年の愛-』（全国ツアー）
- 2013年9 - 12月、『風と共に去りぬ』 - 令嬢、新人公演：プリシー（本役：綾瀬あきな）
- 2014年2月、『ロバート・キャパ 魂の記録』『シトラスの風II』（中日劇場）
- 2014年5 - 7月、『ベルサイユのばら-オスカル編-』 - 小公女、新人公演：ジョアンナ（本役：大海亜呼）
- 2014年8 - 9月、『ベルサイユのばら-フェルゼンとマリー・アントワネット編-』（全国ツアー） - 小公女／農民女
- 2014年11 - 2015年2月、『白夜の誓い -グスタフIII世、誇り高き王の戦い-』 - 新人公演：マーヤ（本役：綾瀬あきな）『PHOENIX 宝塚!!-蘇る愛-』
- 2015年4月、『New Wave!-宙-』（バウホール）
- 2015年6 - 8月、『王家に捧ぐ歌』 - エジプトの女官、新人公演：囚人ヤナーイル（本役：大海亜呼）
- 2015年10 - 11月、『メランコリック・ジゴロ』 - アネット『シトラスの風III』（全国ツアー）
- 2016年1 - 3月、『Shakespeare〜空に満つるは、尽きせぬ言の葉〜』 - 新人公演：女官長（本役：花音舞）『HOT EYES!!』
- 2016年5月、『ヴァンパイア・サクセション』（ドラマシティ・KAAT神奈川芸術劇場） - アイリーン
- 2016年6月、『Bow Singing Workshop〜宙〜』（バウホール）
- 2016年7 - 10月、『エリザベート-愛と死の輪舞（ロンド）-』 - 女官、新人公演：皇太后ゾフィー（本役：純矢ちとせ）[2]
- 2016年11 - 12月、『双頭の鷲』（バウホール・KAAT神奈川芸術劇場） - 王太后
- 2017年2 - 4月、『王妃の館-Château de la Reine-』『VIVA! FESTA!』
- 2017年6月、『A Motion（エース モーション）』（梅田芸術劇場・文京シビックホール）
- 2017年8 - 11月、『神々の土地』 - ゴロヴィナ嬢／民衆『クラシカル ビジュー』[2]
- 2018年1月、『WEST SIDE STORY』（東京国際フォーラム） - コンスエーロ[2]
- 2018年3 - 6月、『天（そら）は赤い河のほとり』 - 女官／姫『シトラスの風-Sunrise-』
- 2018年8月、『ハッスル メイツ!』（バウホール）
- 2018年10 - 12月、『白鷺（しらさぎ）の城（しろ）』 - 白拍子（尾先）『異人たちのルネサンス』 - 祭の歌手／貴族
- 2019年2月、『黒い瞳』 - パラーシカ『VIVA! FESTA! in HAKATA』（博多座） 初エトワール
- 2019年4 - 7月、『オーシャンズ11』 - ルビー[2]
- 2019年9月、『リッツ・ホテルくらいに大きなダイヤモンド』（バウホール） - ポピー／農民 エトワール
- 2019年11 - 2020年2月、『El Japón（エル ハポン）-イスパニアのサムライ-』 - 女官ビアンカ『アクアヴィーテ（aquavitae）!!』
- 2020年8 - 9月、『FLYING SAPA-フライング サパ-』（梅田芸術劇場・日生劇場） - アンカーウーマン777／タマラ[2]
- 2020年11 - 2021年2月、『アナスタシア』 - ドーニャ
- 2021年4月、『Hotel Svizra House ホテル スヴィッツラ ハウス』（東京建物 Brillia HALL） - エルザ・ディンガー／ラウラ・ノルドリンク
- 2021年6 - 9月、『シャーロック・ホームズ-The Game Is Afoot!-』 - ヴィクトリア女王『Délicieux（デリシュー）!-甘美なる巴里-』
- 2021年11 - 12月、『プロミセス、プロミセス』（ドラマシティ・東京建物 Brillia HALL） - ミス・オルスン
- 2022年2 - 5月、『NEVER SAY GOODBYE』 - アニータ 退団公演[2]

### 出演イベント
- 2012年7月、『宝塚巴里祭2012』[5]
- 2014年4月、宝塚歌劇100周年 夢の祭典『時を奏でるスミレの花たち』（コーラス）
- 2015年9月、第53回『宝塚舞踊会』
- 2019年7月、『宝塚巴里祭2019』